# 황민호 (가수)
황민호(2013년 10월 22일 ~ )는 대한민국의 트로트 가수이다.

## 학력
- 능원초등학교[2]
- 중학교 (2026년 입학 예정)

## 방송
- 보이스트롯 (2020)
- 트롯파이터 (2021)
- 보이스킹 (2021) - Top40
- 미스터트롯2 - 새로운 전설의 시작 (2023) - Top16
- 미스터로또 (2023)
- 귀염뽕짝 원정대 (2023)
- 불후의 명곡 (2024)
- 현역가왕2 (2024) - Top20
- 설특집 트롯대잔치 -THE COLOR- (2025)

## 음반
- 미스터트롯2 예선 베스트 PART2 (2022)
- 미스터트롯2 데스매치 베스트 PART3 (2023)
- 미스터트롯2 메들리 팀미션 베스트 PART1 (2023)
- 미스터트롯2 라이벌 매치 베스트 PART1 (2023)
- 미스터트롯2 라이벌 매치 베스트 PART2 (2023)
- 울아버지 (2023)
- 불후의 명곡 - 아티스트 진성 편 (2023)
- 불후의 명곡 - 아티스트 이자연&추가열 편 (2023)
- 황금꿩꿩 (2023)
- 황민호의 건강백서 (2024)
- 현역가왕2 예선전 PART 1 (2024)
- 현역가왕2 예선전 PART 2 & 데스매치 PART 1 (2024)
- 현역가왕2 팀미션 (2025)
- 현역가왕2 한 곡 대결 (2025)
- 현역가왕2 뒤집기 한 판 PART 1 (2025)

## 공연
- 더트롯쇼 김해 특집 (2023)
- 박서진 ＆ 황민우 황민호 형제와 함께하는 대구한국일보 孝 콘서트 - 대구 (2023)
- 2023 드림콘서트 트롯 - 부산 (2023)
- 2024 진욱 황민호 황민우 김태연 효 콘서트 - 대구 (2024)
- 제5회 아라가야 뮤직 페스티벌 <한밤의 트롯열전> - 함안 (2024)

## 경력
- 경기도 오산시 홍보대사 (2023)
- 전라남도 영광군 홍보대사 (2024)

## 수상
- 트롯뮤직어워즈 2024 트롯꿈나무상 (2024)
- 대한민국 연예예술상 지니어스 싱어상 (2023)